# 金佳恩
金佳恩（1989年1月8日—），韓國女演員。2009年SBS最後第11期公開招募演員出身。

## 個人生活
金佳恩與同為演員的尹善友於2014年因共同出演電視劇《一片丹心蒲公英》相識，進而發展成戀人關係，交往十年後於2025年10月結婚，將採非公開形式舉行。

## 演出作品

### 劇集
- 2009年：SBS《Style》飾演 王美惠
- 2010年：SBS《唐突的女人》
- 2010年：SBS《Giant》
- 2010年：SBS《不懂女人》
- 2010年：SBS《醫生冠軍》飾演 皮正娥
- 2011年：SBS《女人的香氣》飾演 旅行社職員
- 2011年：KBS《Brain》飾演 李河英
- 2011年：MBN《What's up》飾演 金佳英
- 2011年：JTBC《發酵家族》飾演 女高生未婚媽媽
- 2012年：SBS《我的愛蝴蝶夫人》飾演 金杏
- 2013年：SBS《張玉貞，為愛而生》飾演 香兒
- 2013年：SBS《聽見你的聲音》飾演 高成彬
- 2014年：KBS《感激時代：鬪神的誕生》飾演 素素
- 2014年：KBS《朝鮮槍手》飾演 林蒂美
- 2014年：KBS《一片丹心蒲公英》飾演 閔得來
- 2014年：網路劇《吸血鬼之花》飾演 瑞英
- 2015年：SBS Plus《為你點餐》飾演 朴頌雅
- 2015年：JTBC《錐子》飾演 文曉珍
- 2016年：SBS《大撲》飾演 桂雪林
- 2017年：SBS《再次重逢的世界》飾演 成英仁
- 2017年：tvN《今生是第一次》飾演 楊浩朗
- 2018年：Oksusu《我在路邊撿了個藝人》飾演 李妍書
- 2019年：JTBC《耀眼》飾演 李賢珠
- 2019年：JTBC《風在吹》飾演 孫藝琳
- 2021年：MBC《直到瘋狂》飾演 徐娜莉
- 2022年：Disney+《第六感之吻》飾演 潘浩雨
- 2022年：tvN《王后傘下》飾演 昭容太氏
- 2023年：JTBC《歡迎來到王之國》飾演 強多乙
- 2025年：tvN《愛情發芽中》飾演 李翁珠

### 电影
- 2023年：《對外秘密》饰演 朴勇植的妻子

### MV
- 2013年：Tae One《快瘋了》（與崔真赫）

## 外部連結
- 金佳恩的Instagram帳戶
- 金佳恩在NAVER上的资料
- 金佳恩在Daum上的资料
- 金佳恩在HanCinema的頁面（英文）